# 香港臨時政府宣言
2019年10月4日に香港民主化デモの参加者らが「香港臨時政府宣言」を発し。「香港臨時政府宣言」では、現状について「香港特別行政区政府は中華人民共和国の完全な管理下にあり、従って香港人を代表することはできない」とし 、真に香港人を代表する政府が発足するまでの間、宣言に基づく臨時政府が香港特区政府の機能を代行し、併せて立法会の再編成を行うこととされた。

## 経緯

### 原因
香港特区政府は2019年10月4日、緊急状況規則条例に基づく「覆面禁止法」を施行し、反送中運動への弾圧を強化した。これに対し香港人の間で、ただでさえ大きい政府に対する不満がさらに高まった。

### LIHKG上での議論
同日、「香港臨時政府宣言」が掲示板サイトであるLIHKG上に公開された。その後一部のネチズンらが、この日の夜にさまざまな地区で宣言を読み上げるよう呼びかけ始めた。
10月5日には全10条からなる「香港臨時政府憲章」が発表された。

### 最初の集会
ネチズンらの呼びかけに応じた一部の香港人が4日深夜にデモ行進を開始し、馬鞍山ニュータウンおよび荃湾の中心部で宣言文を読み上げた。

## 「臨時政府」
宣言によれば、香港特区政府の行政長官及び各部門の長、副長は直ちに職を辞任し、臨時政府に権限を委任することとされた。なお下級官吏については臨時政府の指揮下に入り職務を継続する。

## 国際的な反応
10月5日、南モンゴルの独立運動家である袁紅氷が、臨時政府創建運動を含む反送中運動を支援する国際的なボランティアグループの設立を求める特別記事を発表した。

## 評価
米国共和党の海外支部のスポークスマンであるソロモン・ユエは、「この動きは人民解放軍が香港に侵攻する理由になる」と危惧した。
民主建港協進連盟（親中派）の立法会議員である葛珮帆は、「この動きは賢明ではなく危険である」と述べた。彼女は香港を独立させることはできないと信じている。
中国民主化運動の活動家である張琳は、「中華人民共和国に追い詰められたため、香港は独立の道を進んでいる」と述べた。
香港独立派の団体、学生独立連盟のスポークスマンである雷晨は、「香港人の4分の3が香港特区政府に反対している以上、それを否定することは完全に合理的であるが、正当性に加えて、実現可能性と実用性も必要である」と述べた。
台湾独立運動に参加する弁護士である傅雲欽は、「臨時政府が香港特区政府に取って代わったことは喜ばしい」と運動を評価する一方、台湾独立派に対しては「政府の樹立と国家の樹立を明確に区別すべき」とした。